# فورد اف - سلسلة الجيل الثالث
فورد اف - سلسلة الجيل الثالث (بالإنجليزية: Ford F-Series third generation)‏ هي سيارة من صناعة شركة فورد أنتجت في 1957 وتوقف إنتاجها في 1960.